# 餅月あんこ
餅月 あんこ（もちつき あんこ、1976年12月9日 - ）は、日本の漫画家。女性。血液型はA型。

## 略歴
「ファミ通マンガ大賞」入賞を経て、1991年に14歳にして『週刊ファミコン通信』（後の『週刊ファミ通』）にてプロデビュー。「女子中学生漫画家」と呼ばれる。6コマ漫画『ドラネコシアター』を約10年に渡り連載した。
その後もエッセイ、イラストレーション、ネットラジオのMCなど、幅広く活動した。2000年代後半からは表立った活動がなくなり、一児の母として主婦業に専念していた。
2019年9月に『週刊ファミ通』にて隔週連載『ドラネコシアター リプライズ』を開始した。
2023年4月にWebマンガサイト「マンガ5」にて週刊連載『あんバタ絵巻』を開始した。

## 作品

### 漫画
- ドラネコシアター（1991年 - 2000年、週刊ファミ通）

後に「ドラネコシアター de luxe」、「ドラネコシアター 21」と改題。
- 杏緑草子（1994年 - 1995年、ファミコミ）
- 丹沢清流たんぽぽ庵（1995年 - 1996年、月刊コミックビーム）
- ネコジオン（2003年、月刊ガンダムエース）
- ハロ・ミニシアター（2003年 - 2004年、月刊ガンダムエース）
- 全自動洗濯乾燥機 乾ダム（2004年 - 2006年、月刊ガンダムエース）
- あんこなみ（2006年 - 、コナミの携帯電話向けサイト「週刊コナミ」）
- ドラネコシアター リプライズ（2019年 - 、週刊ファミ通）
- あんバタ絵巻（2023年 - 、Webマンガサイト「マンガ5」）

### コラム
- きまぐれペンペン草（1997年 - 2004年、週刊アスキー後に週刊アスキー）

後に「花咲かペンペン草」と改題。
- アンドーナツ（2002年 - 2003年、日立のウェブサイトにて）
- 餅月あんこのゲーセンに行きたい!（2020年 - 、ウェブサイト「ゲーム文化保存研究所」にて）
- 餅月あんこのストロベリーサンデー（2020年 - 、ウェブマガジン「Backspace Magazine」にて）

## 出演
- 餅月あんこの花ぺんラジオ（2000年 - 2004年、ネットラジオ「ラジアット」）[3]
- 亀戸☆スコープ（2006年、ネットラジオ「Klap」）
- backspace.fm #325:餅月あんこ先生をお迎えして（2020年1月18日）